# 20H busz (Kecskemét)
A kecskeméti 20H jelzésű autóbusz a Széchenyi térről indulva érinti a Köztemető II. kaput, illetve a Széchenyivárost, majd visszatér a Széchenyi térre. A viszonylatot a Kecskeméti Közlekedési Központ megrendelésére az Inter Tan-Ker Zrt. üzemelteti.

## Története
A járatot 2020. január 2-án indította el a Kecskeméti Közlekedési Központ a 18-as és a 20-as buszok összevonásával.

## Útvonala
| Széchenyi tér ► Hunyadiváros ► Széchenyiváros ► Széchenyi tér |
| --- |
| Széchenyi tér vá. – Szilády Károly körút – Kölcsey utca – Dobó István körút – Batthyány utca – Katona József tér – Csányi János körút – Rákóczi út – Bethlen körút – Ceglédi út – Mátyás király körút – Czollner köz – Köztemető II. kapu, forduló – Czollner köz – Liszt Ferenc utca – Ceglédi út – Bethlen körút – Rákóczi út – Koháry István körút – Hornyik János körút – Széchenyi tér – Kápolna utca – Szövetség tér – Ady Endre utca – Balaton utca – Nyíri út – Akadémia körút – Irinyi utca – Kápolna utca – Széchenyi tér vá. |

## Megállóhelyei
Az átszállási kapcsolatok között a Széchenyi tér és a Széchenyiváros között azonos útvonalon közlekedő 20-as busz és a Széchenyi tér és a Hunyadiváros között azonos útvonalon közlekedő 18-as busz nincsen feltüntetve.
| 0  | Széchenyi tér végállomás | |
| 3  | Katona József Színház    | 1, 2, 2A, 2D, 2S, 3, 3A, 4, 4A, 4C, 6, 7, 7C, 11, 11A, 12, 13, 13K, 15, 19, 23, 28, 32 Helyközi buszok                                                                        |
| 5  | Cifrapalota              | 1, 2D, 2S, 4, 4A, 4C, 7, 7C, 12, 15, 19, 23, 32 Helyközi buszok |
| 7  | Bethlen körút            | 18, 22, 23 Helyközi buszok Távolsági járatok Vasútállomás: 1, 2D, 2S, 7, 7C, 12D, 15, 19, 21, 21D, 22, 25, 32 S210 S220 sebesvonat, gyorsvonat, InterRégió, IC, expresszvonat |
| 8  | Ceglédi úti Óvoda        | 12D, 23 |
| 9  | BARNEVÁL                 | 12D, 23 Helyközi buszok |
| 11 | Palota utca              | |
| 12 | Mátyás király körút 43.  | 12, 12D |
| 13 | Köztemető II. kapu       | |
| 14 | Hunyadi ABC              | 12, 12D |
| 15 | Természet Háza           | 12D |
| 16 | Serleg utca              | 12D |
| 17 | BARNEVÁL                 | 12D, 23 Helyközi buszok |
| 18 | Ceglédi úti Óvoda        | 12D, 23 |
| 20 | Bethlen körút            | 18, 22, 23 Helyközi buszok Távolsági járatok Vasútállomás: 1, 2D, 2S, 7, 7C, 12D, 15, 19, 21, 21D, 22, 25, 32 S210 S220 sebesvonat, gyorsvonat, InterRégió, IC, expresszvonat |
| 22 | Cifrapalota              | 1, 2D, 2S, 4, 4A, 4C, 7, 7C, 12, 15, 19, 23, 32 Helyközi buszok |
| 30 | Széchenyi tér            | 2, 2A, 2D, 2S, 3, 3A, 4, 4A, 4C, 5, 6, 7, 7C, 9, 10, 11, 11A, 12, 13, 13K, 14, 16, 23, 28, 29, 34A, 169, 916                                                                  |
| 33 | Honvéd Kórház            | 3, 5 |
| 35 | Nyíri úti kórház         | 3, 14D, 21, 22, 350 |
| 36 | SZTK                     | 3, 14D, 21, 22, 29, 34A, 350 Helyközi buszok |
| 37 | Planetárium              | 3, 14D, 21, 29, 34, 34A, 350 |
| 38 | Aradi Vértanúk tere      | 3, 14D, 21, 29, 34, 34A, 350 Helyközi buszok |
| 39 | Balaton utca             | 3, 10, 12, 34A |
| 40 | Szent Imre utca          | 3, 4, 10, 12, 14, 29, 34A |
| 41 | Szövetség tér            | 3, 34A |
| 43 | Széchenyi tér végállomás | 2, 2A, 2D, 2S, 3, 3A, 4, 4A, 4C, 5, 6, 7, 7C, 9, 10, 11, 11A, 12, 13, 13K, 14, 16, 23, 28, 29, 34A, 169, 916                                                                  |